# Józef Pius Dziekoński

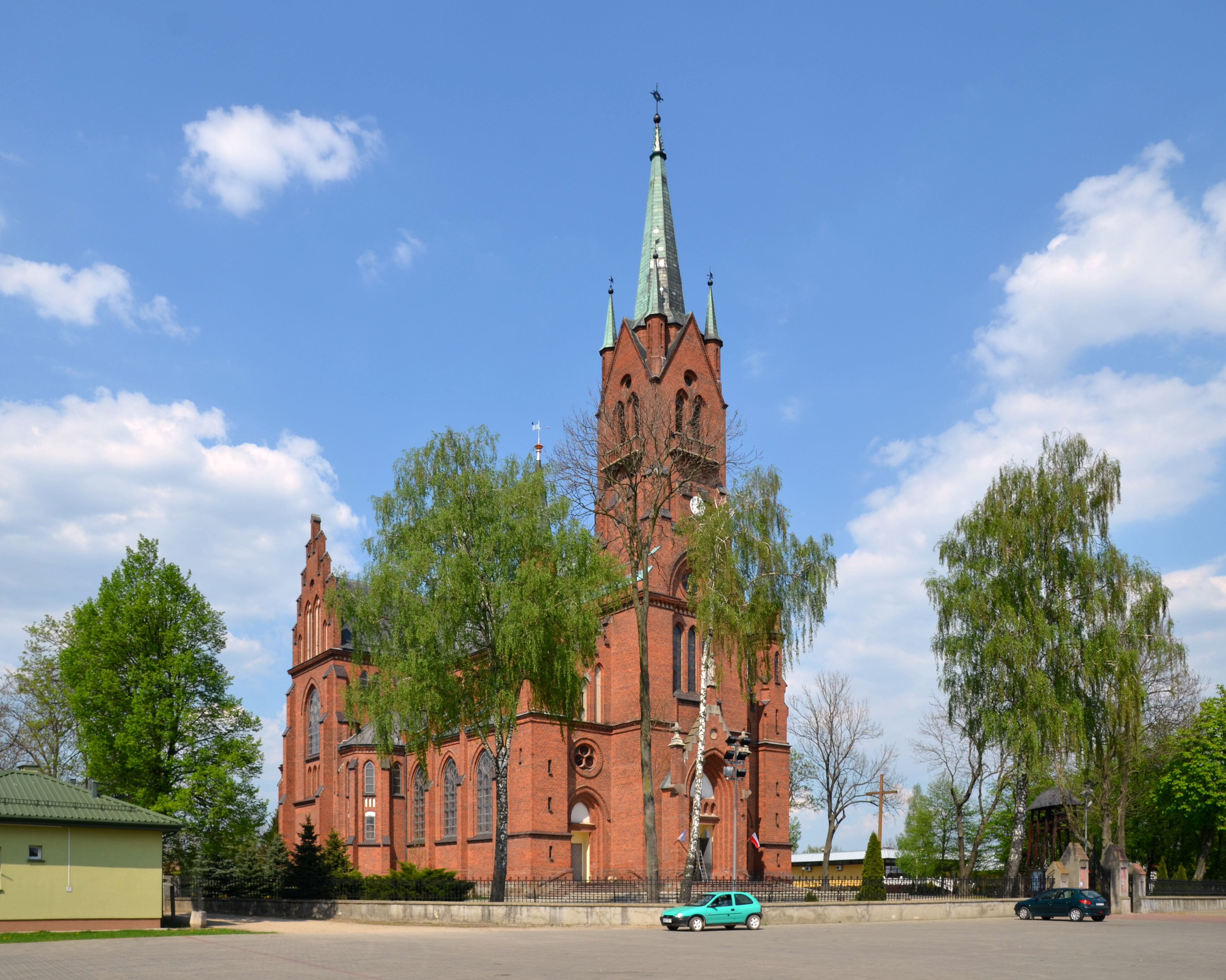
Kościół pw. św. Walentego i św. Trójcy w Latowiczu

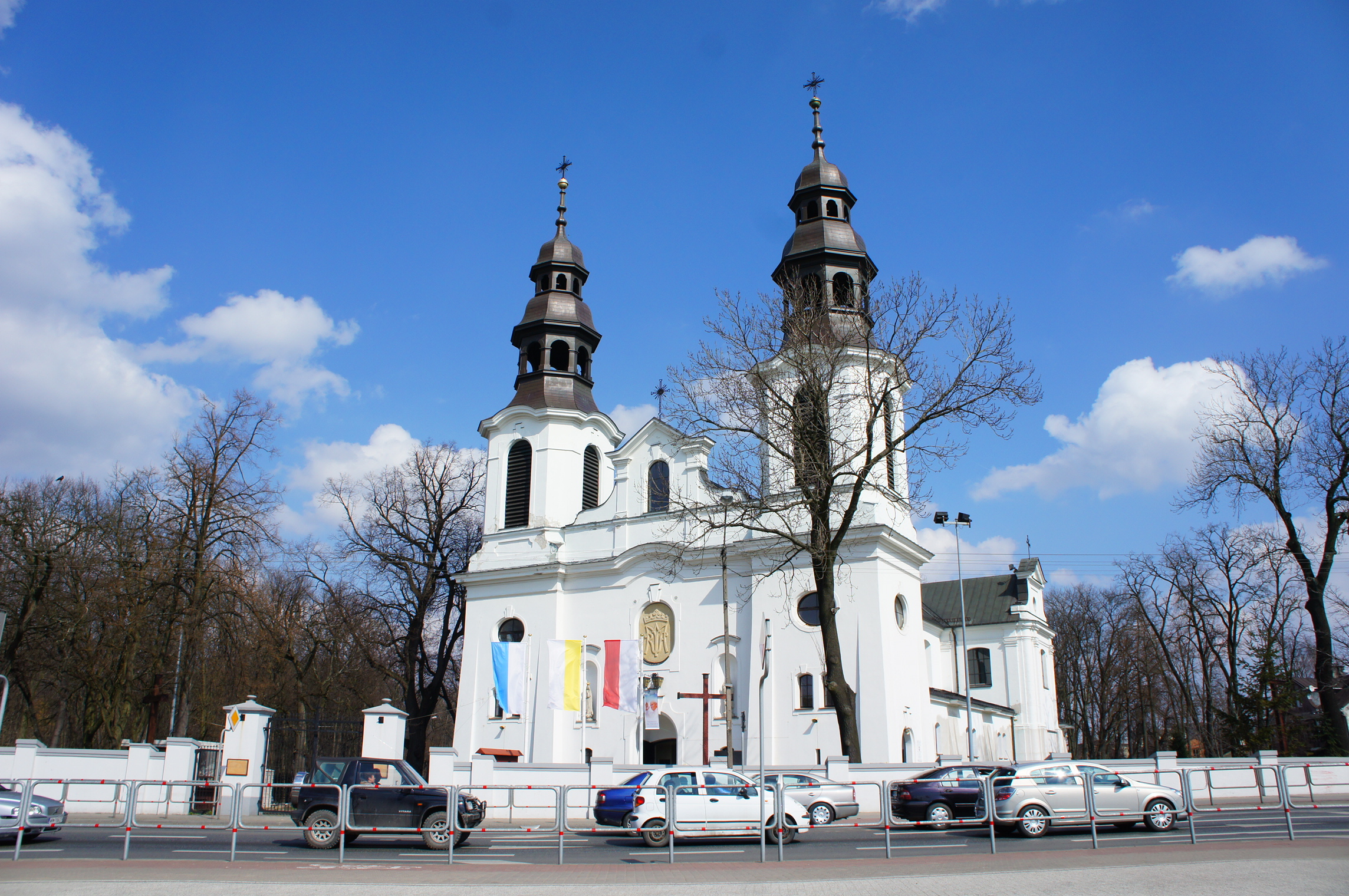
Kościół pw. Narodzenia Najświętszej Maryi Panny w Mińsku Mazowieckim

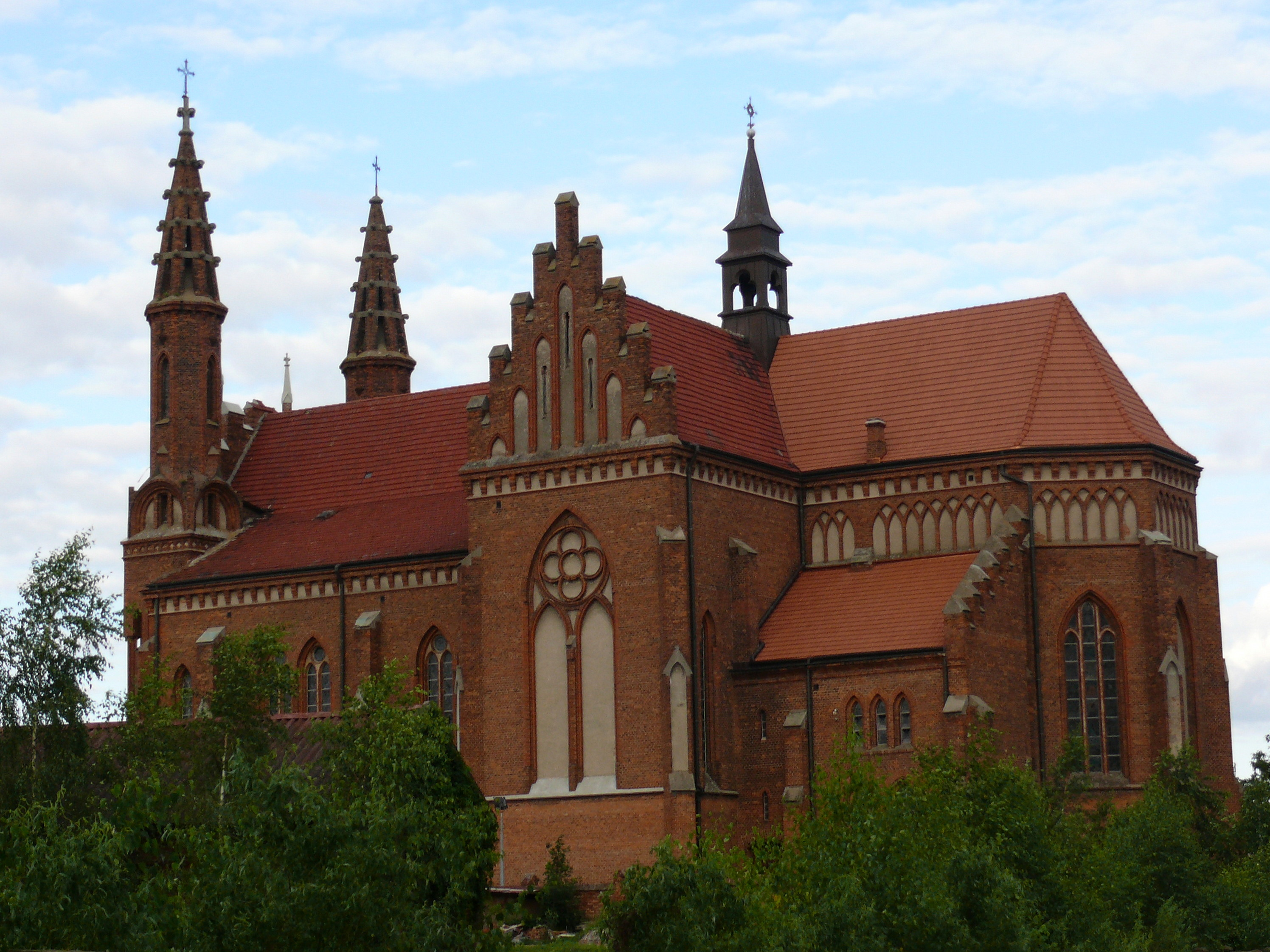
Kościół pw. św. Rodziny w Przedczu

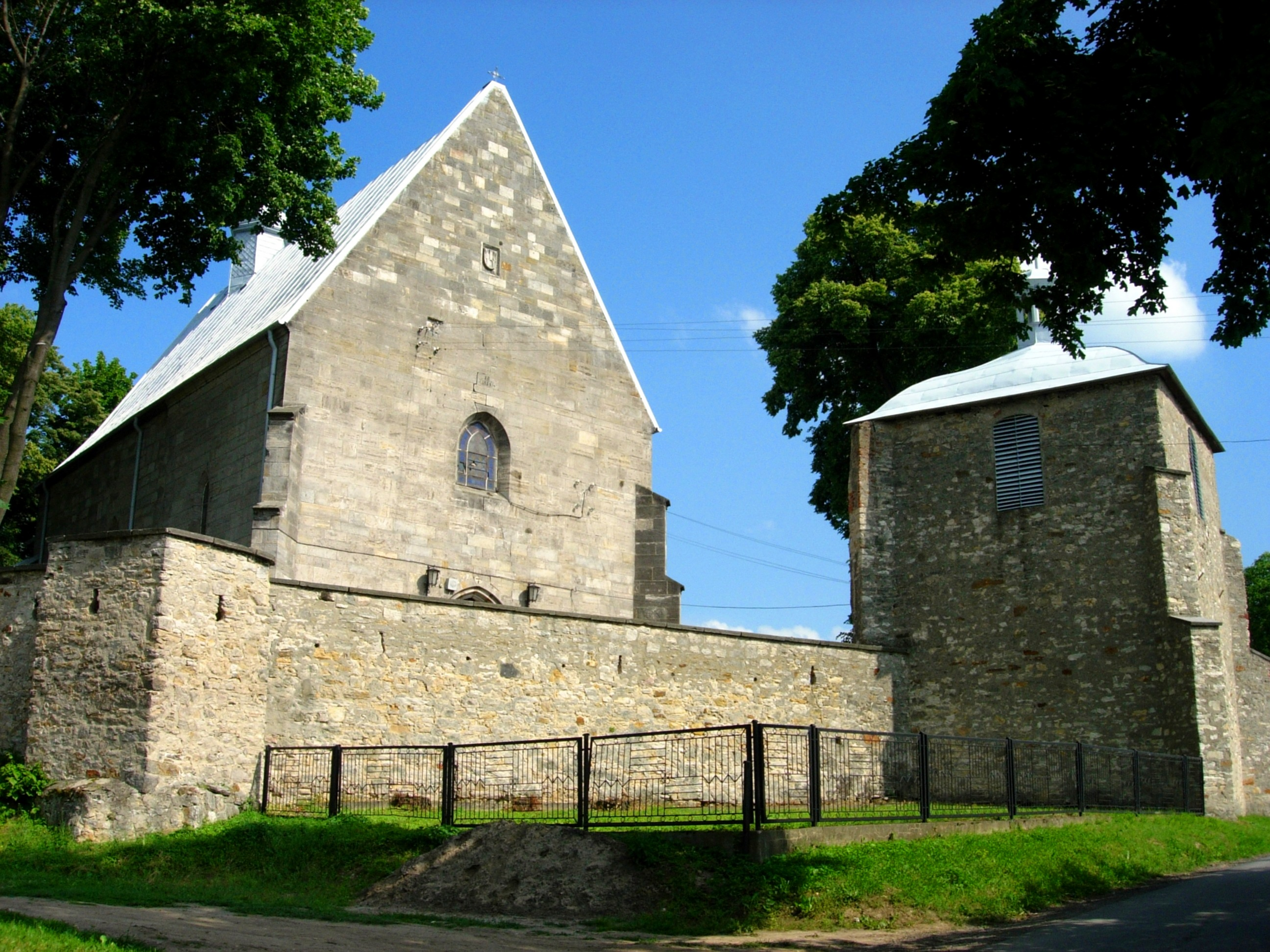
Kościół w Ptkanowie

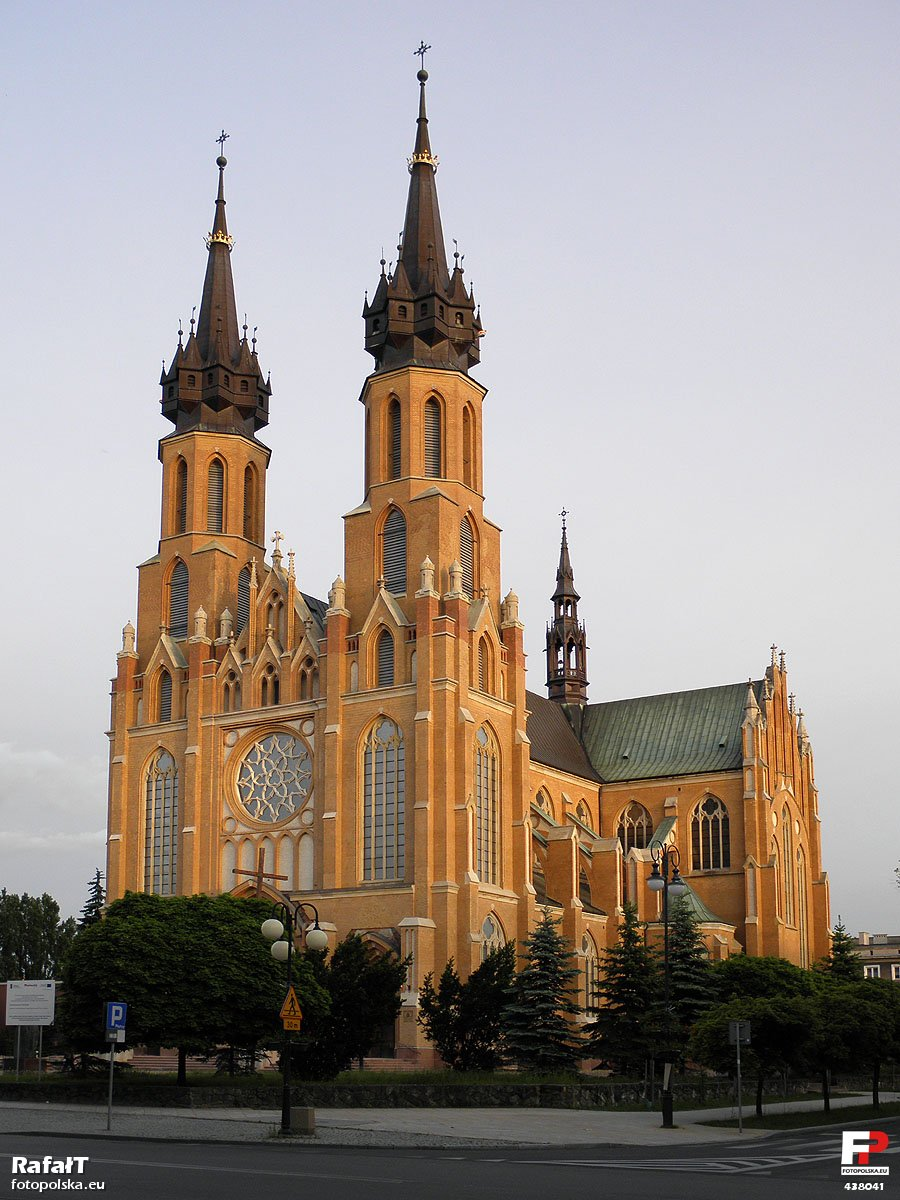
Bazylika Katedralna Opieki NMP w Radomiu

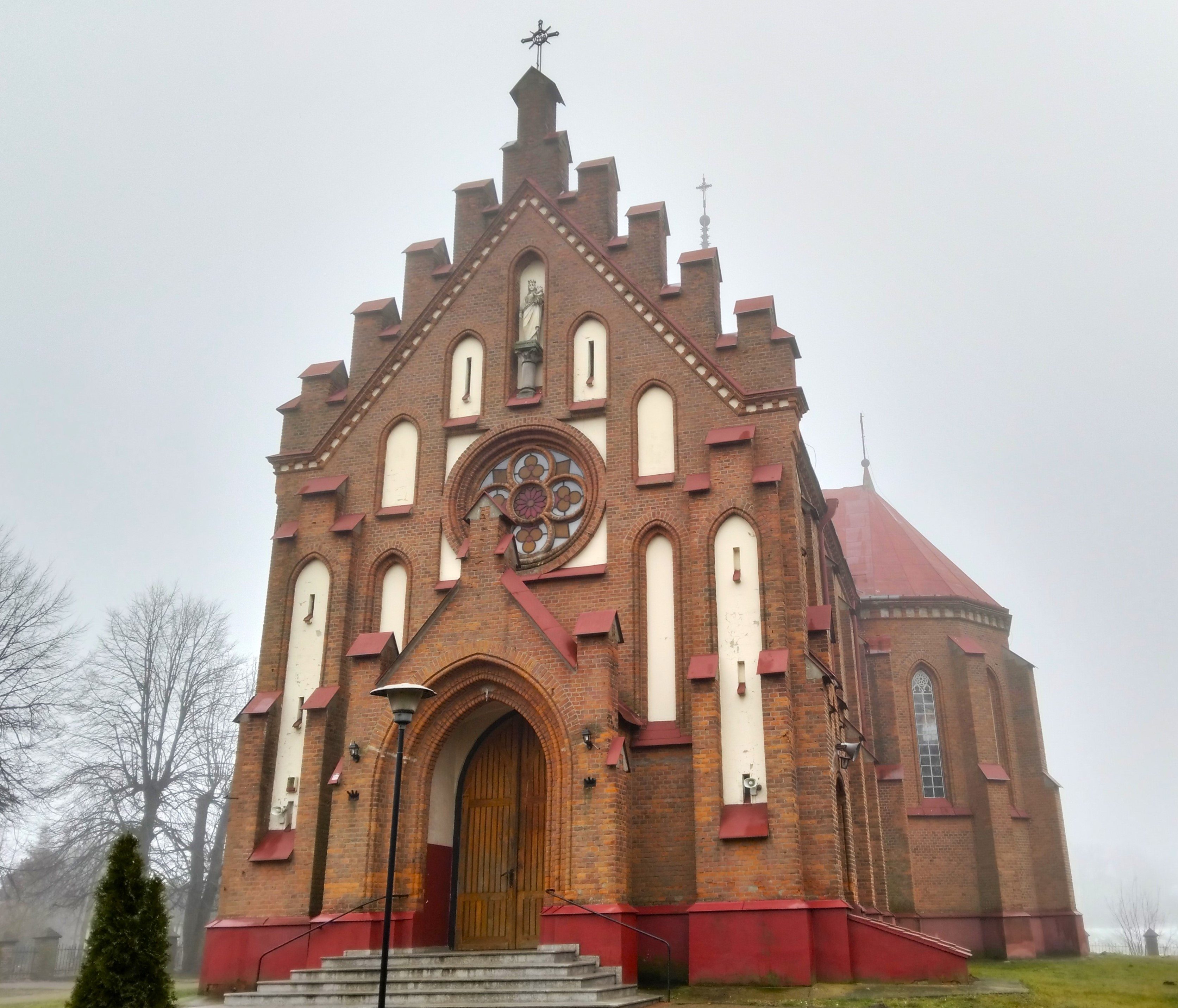
Kościół św. Macieja Apostoła i św. Katarzyny w Ratoszynie Pierwszym

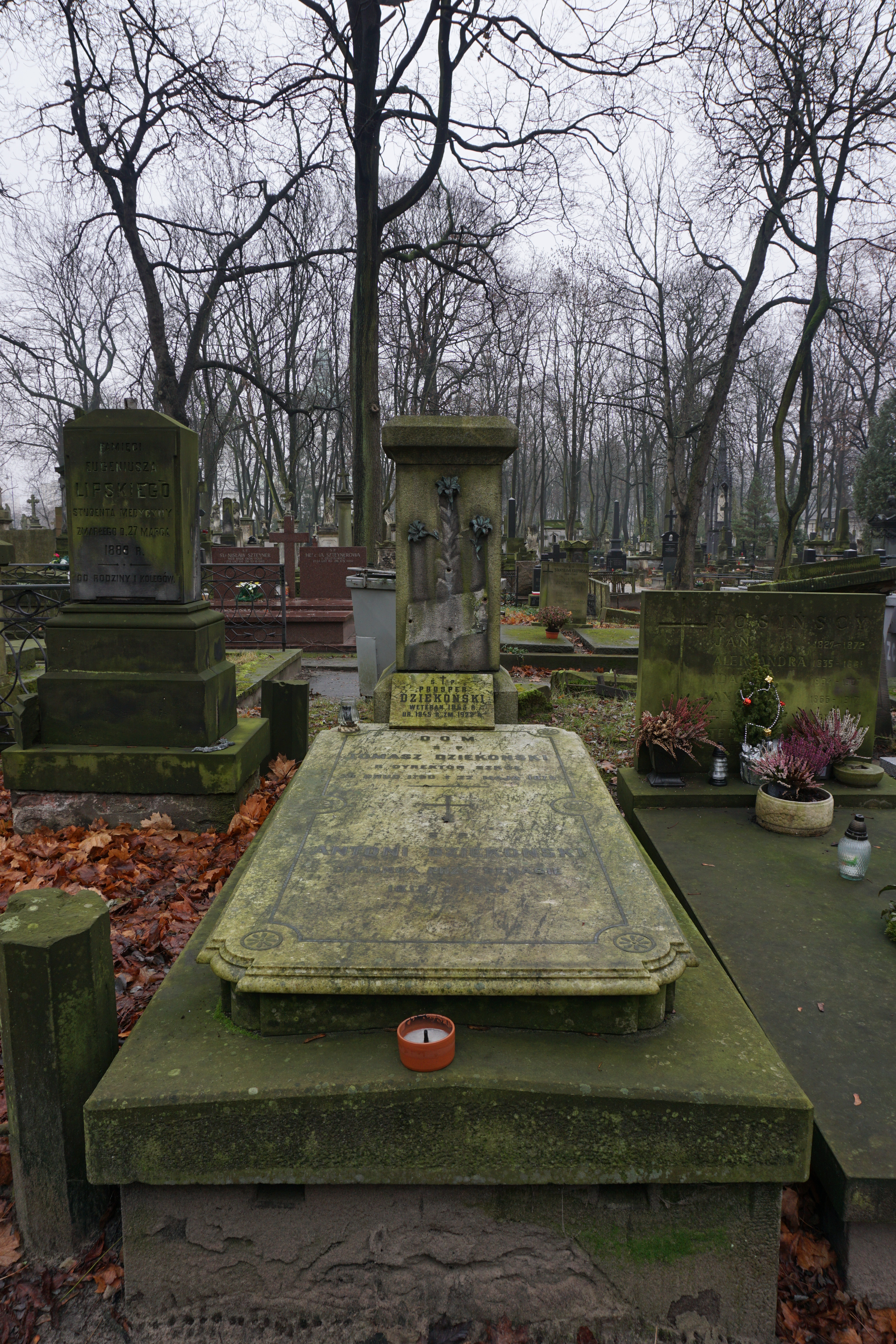
Grób Józefa Piusa Dziekońskiego na cmentarzu Powązkowskim

Józef Pius Dziekoński (ur. 5 maja 1844 w Płocku, zm. 4 lutego 1927 w Warszawie) – polski architekt i konserwator zabytków, przedstawiciel historyzmu.

## Życiorys
Po ukończeniu szkoły realnej w Warszawie w 1860 wstąpił do Szkoły Sztuk Pięknych. Następnie w 1866 wstąpił do Cesarskiej Akademii Sztuk Pięknych w Petersburgu, gdzie w 1871 uzyskał stopień architekta artysty klasy III.  Wyspecjalizował się głównie w architekturze sakralnej. Był przedstawicielem i prekursorem nurtu zw. stylem wiślano-bałtyckim. Współzałożyciel Towarzystwa Opieki nad Zabytkami Przeszłości, od 1893 był współpracownikiem Komisji do Badań Historii Sztuki w Polsce. W tym samym roku mianowany został architektem diecezji warszawskiej. W 1902 otrzymał tytuł akademika.
Wykładowca historii architektury średniowiecza i odrodzenia w ramach Kursów Politechnicznych (1906−1907) na Wydziale Technicznym Towarzystwa Kursów Naukowych w Warszawie. W latach 1906–1914 był także członkiem TKN. Pierwszy dziekan Wydziału Architektury Politechniki Warszawskiej.
Spoczywa na cmentarzu Powązkowskim w Warszawie (kwatera 25, rząd 2, grób 28).

## Uczniowie
Jego uczniami byli: Czesław Domaniewski, J. Heppen, Józef Holewiński, P. Hoser, A. Krępski, Hugo Kuder, Z. Lewiński, Lewandowski, Franciszek Lilpop, H. Luft, Zdzisław Mączeński, Feliks Michalski, Aleksander Nieniewski, Ludwik Panczakiewicz, Rakiewicz, Rycerski, Szanior, Wiśniewski, Żychiewicz.

## Odznaczenia i wyróżnienia
Był odznaczony Krzyżem Komandorskim Orderu Odrodzenia Polski (2 maja 1922) oraz Orderem Świętego Grzegorza Wielkiego. W 1919 został doktorem honoris causa Politechniki Lwowskiej.

## Projekty
Zaprojektował m.in.:

- Przebudowę kościoła Wniebowzięcia Najświętszej Maryi Panny w Starych Babicach
- kościół pw św. Antoniego w Baku (Rosja) rozebrany w 1931 r.
- Katedrę Wniebowzięcia NMP w Białymstoku
- Kościół pw. św. Jana Chrzciciela w Bielsku
- Kościół pw. Najświętszego Serca Pana Jezusa w Błoniu
- Kościół pw. Najświętszego Serca Jezusowego w Bobach-Kolonii
- Most na Sanie (Solina)
- Rozbudowę Kościoła w Brdowie
- zabudowania kopalni Saturn w Czeladzi
- Kościół pw. św. Stanisława Biskupa Męczennika w Czerwonce Liwskiej
- odbudowę wieży klasztoru na Jasnej Górze w Częstochowie (razem z Szyllerem)
- Kościół pw. św. Stanisława w Dąbrowie Wielkiej
- Kościół pw. Świętych Apostołów Piotra i Pawła w Dębem Wielkim.
- Kościół pw. św. Bartłomieja Apostoła w Domaniewicach
- Kościół pw. Wnieboowzięcia Najświętszej Maryi Panny w Długosiodle
- Kościół pw. Przemienienia Pańskiego w Garbowie
- Kościół pw. Przemienienia Pańskiego w Garwolinie
- Kościół w Gąbinie (obecnie nieistniejący)
- Kościół św. Katarzyny w Grybowie
- Restaurację Kościoła pw. św. Idziego w Inowłodzu.
- Kościół pw. Znalezienia Krzyża Świętego w Jadowie
- Kościół pw. św. Anny w Jakubowie
- Kościół pw. św. Jana Chrzciciela w Janowcu Kościelnym
- Willę Jakubówka w Józefowie
- Kościół pw. Wniebowzięcia Najświętszej Maryi Panny i św. Stanisława w Kałuszynie (1889-1893)
- Kościół pw. Wniebowzięcia Najświętszej Maryi Panny w Kamieńczyku
- Kościół pw. Niepokalanego Poczęcia Najświętszej Marii Panny w Kamionnie
- Kościół pw. św. Jana Chrzciciela w Kazimierzu
- Kościół pw. Świętej Trójcy w Kołbieli
- Kościół pw. Wniebowzięcia Najświętszej Maryi Panny w Konstancinie-Jeziornie
- Kościół pw. św. Elżbiety Węgierskiej w Konstantynowie
- Kościół pw. Narodzenia Najświętszej Panny Marii w Kosowie Lackim
- Kościół św. Bartłomieja w Kuleszach Kościelnych
- Kościół pw. św. Walentego w Latowiczu
- Kościół pw. św. Małgorzaty Dziewicy i Męczennicy w Leoncinie
- Kościół pw. św. Leonarda w Liwie
- kaplicę Scheiblera, czyli mauzoleum Scheiblerów na Starym Cmentarzu Ewangelicko-Augsburskim przy ul. Ogrodowej w Łodzi (wraz z Edwardem Lilpopem)
- Kościół pw. Wniebowzięcia Najświętszej Maryi Panny w Lubochni
- Kościół Świętych Apostołów Piotra i Pawła w Łohiszynie
- Kościół św. Bartłomieja w Łopienniku
- Kościół pw. Przemienienia Pańskiego w Malowej Górze
- Kościół pw. Znalezienia Krzyża Świętego w Mokrymlipiu
- Kościół pw. św. Jana Chrzciciela w Mścibowie
- Rozbudowę i przebudowę kościoła pw. Narodzenia Najświętszej Maryi Panny w Mińsku Mazowieckim
- Kościół św. Wojciecha w Nasielsku
- Kościół pw. św. Kajetana w Orłowie Murowanym
- Kościół pw. Świętych Apostołów Piotra i Pawła w Pniewie
- Kościół pw. Narodzenia Najświętszej Maryi Panny w Popowie Kościelnym
- kościół pw Przemienienia Pańskiego w Poświętnem
- Kościół pw. św. Rodziny w Przedczu (1904–1909)
- Odbudowę i rozbudowę kościoła w Ptkanowie
- Dom Glogierów w Radomiu przy ulicy Sienkiewicza (1914)
- kościół pw. św. Wojciecha BM w Puchałach
- kościół pw. św Antoniego Padewskiego w Radecznicy
- Restaurację kościoła Farnego w Radomiu
- Bazylikę Katedralną Opieki Najświętszej Maryi Panny w Radomiu
- Kościół św. Macieja Apostoła i św. Katarzyny w Ratoszynie Pierwszym
- Kościół pw. Najświętszego Serca Pana Jezusa w Rzekuniu
- Kościół pw. Najświętszego Zbawiciela w Rykach
- Kościół pw. Najświętszego Serca Pana Jezusa w Skarżysku-Kamiennej
- szpital w Skierniewicach
- Kościół pw. Wniebowzięcia Najświętszej Maryi Panny w Stoczku Łukowskim
- Kościół pw. św. Marcina w Strykowie (wspólnie ze Zdzisławem Mączeńskim)
- Kościół pw. św. Trójcy w Strzelcach
- kościół pw. św. Mateusza Ewangelisty w Stułgach (Stulgiai) na Litwie
- Kościół pw. św. Mikołaja w Sulerzyżu
- kościół pw św. Franciszka z Asyżu w Szylelach (Šilalė) na Litwie
- Kościół pw. Wniebowzięcia Najświętszej Maryi Panny w Śniadowie
- kościół pw. św. Apostołów Piotra i Pawła w Świerżach
- Kościół pw. św. Jana Chrzciciela w Tczowie
- Przebudowę kościoła św. Aleksandra na placu Trzech Krzyży w Warszawie
- bazylikę katedralną św. Floriana na Pradze w Warszawie
- Kościół św. Stanisława Biskupa w Warszawie.
- Rozbudowę kościoła św. Karola Boromeusza na Powązkach w Warszawie (1891-1898)
- kościół Najświętszego Zbawiciela w Warszawie (wspólnie z Władysławem Żychiewiczem i Ludwikiem Panczakiewiczem)
- Korytarz przy Kościele pw. Przemienienia Pańskiego w Warszawie
- Ołtarze w kościele św. Piotra i Pawła na Koszykach w Warszawie
- Współuczestniczył w projektowaniu Szpitala Tworkowskiego koło Warszawy (1891).
- Zakład dla chłopców ks. Siemca przy ul. Lipowej w Warszawie (1898-1900)
- Schronisko dla paralityków przy ul. Belwederskiej w Warszawie
- Kompleks nowego szpitala Dzieciątka Jezus w Warszawie[6], w tym m.in. cerkiew Matki Boskiej Nieustającej Pomocy i kaplica Dzieciątka Jezus[7]
- Dom banku H. Wawelberga przy ulicy Fredry 6 w Warszawie
- Kamienicę braci Zamboni ul. Marszałkowska 127 w Warszawie zburzona w czasie II wojny światowej
- Dom „Pod Syrenami” ul. Marszałkowska 65 zburzony w czasie II wojny światowej
- Kamienicę Scheiblera ul. Trębacka 4 w Warszawie
- Kamienicę Władysława Ławrynowicza al. Ujazdowskie 22 w Warszawie
- Mauzoleum Lesserów na cmentarzu Powązkowskim w Warszawie
- Mauzoleum rodziny Hermana Junga na cmentarzu ewangelicko-augsburskim w Warszawie (z Edwardem Lilpopem)
- Cokół pomnika Adama Mickiewicza w Warszawie.
- Odrestaurowanie kościoła św. Anny w Wilnie
- Kościół pw. Najświętszego serca Pana Jezusa w Worowie
- kościół pw. Narodzenia Najświętszej Maryi Panny w Wąsewie
- kościół pw. św. Wojciecha w Wąwolnicy
- kościół pw. św. Michała Archanioła w Wysokiem
- Kościół pw. Świętej Rodziny w Zakopanem
- Muzeum tatrzańskie w Zakopanem – nie istnieje
- kościół pw. św. Doroty Dziewicy i Męczennicy w Zawadach
- kościół pw. Przemienienia Pańskiego w Zuzeli
- Kościół pw. Podwyższenia Krzyża Świętego w Zwoleniu
- kościół pw. Św. Bartłomieja Apostoła w Żelechlinku
- kościół pw. Matki Bożej Pocieszenia w Żyrardowie

## Publikacje
- Monografia kościoła parafialnego w Będkowie[8] Kraków-Petersburg 1893 s.8 + 6 tablic
- Kościół parafialny św. Floriana na Pradze pod Warszawą Architekt, 1900, nr 1[9]